# 934
Cette page concerne l'année 934  du calendrier julien. Pour l'année 934 av. J.-C., voir 934 av. J.-C.
L'année 934 est une année commune qui commence un mercredi.

## Événements
- 3 mars : début du règne à Madhya du calife fatimide Al-Qaim bi-Amr Allah à la mort d'Ubayd Allah al-Mahdi (fin en 946)[1].
- 24 avril : les gardes Hujarites et Sâjites destituent le calife Al-Qahir et portent au trône Mohammed ben Muqtadir qui prend le nom de règne de Ar-Râdî bi-llâh (fin de règne en 940). Ibn Muqlah est nommé vizir trois jours après[2]. Début de la crise du califat abbasside de Bagdad (fin en 944).
- 19 mai[3] : Jean Kourkouas prend Mélitène en Arménie après plusieurs tentatives et pousse jusqu’à Édesse et Amida.
- Mai-juin : Imad ad-Dawla Ali, révolté contre le ziyaride Mardâvij, prend Chiraz qui reste en la possession des Buyides jusqu'en 1062[4].
- 7 juin : Imad ad-Dawla Ali est nommé gouverneur du Fars[5].

- Satuk Bughra khan, chef des Qarakhanides (Kachgar et Balasaghun) est le premier khan turc d'Asie centrale à se convertir à l’islam avec son peuple selon la tradition[6]. Les oasis du Xinjiang occidental, les vallées du Tchou et du Talas s'islamisent.
- Imposition définitive de la recension officielle et unique du Coran par le califat abbasside. Le texte officiel est établi par un spécialiste des « lectures » du Coran, Ibn Mujahid[7].

### Europe
- 3 mars : Le roi Raoul de Bourgogne rejoint Hugues le Grand qui assiège de nouveau Château-Thierry ; la ville tombe par escalade après quatre mois mais la citadelle résiste[8]. L'intervention de Henri l’Oiseleur, qui envoie Gislebert de Lotharingie et Éberhard de Franconie, avec plusieurs évêques lorrains. Ils négocient en faveur d'Herbert II de Vermandois un armistice jusqu'au 1er octobre. Herbert abandonne Château-Thierry mais garde Péronne et Ham.

- Juin : une expédition maritime  des fatimide d'Ifriqiya quitte Mahdia avec trente navires pour un raid contre la Sardaigne et Gênes ; elle rentre en août 935 avec huit cents captifs[9].

- Septembre, Empire byzantin : Édit (novelle) de protection de la petite et moyenne propriété (repris en 947[10]). Pour réparer les dommages de l’hiver 927-928, Romain Ier Lécapène ordonne la restitution des terres rachetées pour moins de la moitié de leur valeur et la revente à leur propriétaire aux prix d’achat des autres terres. Il interdit aux puissants d’acquérir des terres dans les villages où ils ne sont pas possessionnés. Son but et de préserver la masse des contribuables (les faibles payent mieux que les puissants) et le recrutement de l’armée des thèmes. Mais l’application de la loi se heurte à la volonté des paysans, ruinés, de vendre leur terre à un puissant pour la louer comme parèque et aux puissants eux-mêmes qui sont chargés de la mettre en application[11],[12].
- Octobre : À l’expiration de la trêve, Gislebert de Lotharingie entre en Francie occidentale pour reprendre Saint-Quentin ; Hugues le Grand obtient le prolongement de la paix jusqu'au 1er mai 935[8].
- Automne : Håkon débarque en Norvège avec une flotte fournie par le roi anglais Æthelstan. Il est élu roi de Norvège (ou en 935) après que son frère Éric ait été déposé par ses sujets (fin de règne en 960)[13].

- Les Suédois contrôlent le centre de Hedeby. Le roi suédois de Hedeby, un certain Gnupa, aurait attaqué la Frise ; selon Widukind (Res Gestae Saxonicae), Henri Ier l’Oiseleur, ayant attaqué Hedeby en 934, aurait battu « Chnuba » qu’il aurait forcé à se baptiser[14].
- Le roi anglais Æthelstan mène une attaque conjointe par terre et par mer contre les Écossais. Ses troupes avancent jusqu'au château de Dunnottar, tandis que sa flotte atteint la région de Caithness[15].
- Révolte de barons normands contre la francisation de leurs princes[16].
- Arnoul Ier de Flandre épouse Adèle (ou Alix) de Vermandois, fille d'Herbert II de Vermandois[8].
- Échec d'une tentative d'Arnulf de Bavière pour enlever la couronne d'Italie à Hugues d'Arles. Il prend Vérone mais doit se retirer en hâte quand Hugues lui coupe ses lignes de communication[17].
- Le patrice byzantin Cosmas, envoyé en Italie avec une petite flotte, obtient du prince de Capoue Landolf qu'il évacue l’Apulie[12].
- Petchenègues et Hongrois envahissent la Thrace[18] et menacent Constantinople dont il pillent les environs pendant 40 jours[19].
- Une armée hongroise avance jusqu'à Metz[19].
- Henri l'Oiseleur aurait donné un tournoi à Göttingen en 934[20].